# Княжев, Сергей Николаевич
Сергей Николаевич Княжев (укр. Сергій Миколайович Княжев; род. 7 апреля 1959 года) — государственный деятель Украины, а затем, самопровозглашённой Луганской Народной Республики. Глава администрации Ровеньков (со 2 декабря 2014 года). И. о. городского головы Ровеньков и секретарь Ровеньковского городского совета (с сентября 2013 по декабрь 2014 года). Возглавляет Ровеньковское территориальное отделение общественного движения «Мир Луганщине».

## Биография
Родился 7 апреля 1959 года в городе Ровеньки Луганской области Украинской ССР Советского Союза.

### Образование
В 1976 году окончил школу посёлка Дзержинский города Ровеньки.
В 1976—1981 годах учился в Ворошиловградском машиностроительном институте по специальности «гидравлические машины и средства автоматики», где получил квалификацию инженера-механика.
В 1981—1986 годах обучался в Коммунарском горно-металлургическом институте по специальности «технология и комплексная механизация подземной разработки месторождений полезных ископаемых», где получил квалификацию горного инженера.

### Карьера
В 1981—1983 годах работал инженером по креплению горных выработок, в 1983—1985 годах работал главным технологом, в 1985—1986 годах — горным мастером, в 1986—1989 годах был заместителем начальника участка и начальником участка, в 1989—1998 годах — заместителем главного инженера и главным инженером шахтоуправления «Ворошиловское» государственного предприятия «Ровенькиантрацит». В 1998—2003 годах был исполняющим обязанности директора и директором шахтоуправления «Ровеньковское» государственного предприятия «Ровенькиантрацит».
В 1998—2006 годах был депутатом Ровеньковского городского совета III и IV созывов от Партии регионов.
В 2003—2004 годах был техническим директором — первым заместителем генерального директора, в 2004—2006 годах был исполняющим обязанности генерального директора, с июня по сентябрь 2006 года — генеральный директор государственного предприятия «Ровенькиантрацит».
С сентября 2006 по апрель 2010 года временно не работал.
С апреля по август 2010 года работал директором по производству государственного предприятия «Ровенькиантрацит».
В 2010—2012 годах был директором обособленного подразделения «Шахта имени Михаила Васильевича Фрунзе» ГП «Ровенькиантрацит», затем ООО «ДТЭК Ровенькиантрацит».
В 2010 году стал депутатом Ровеньковского городского совета VI созыва.
В 2012—2013 годах временно не работал.
С сентября 2013 года по декабрь 2014 года был исполняющим обязанности городского головы и секретарём Ровеньковского городского совета.
2 декабря 2014 года назначен главой администрации города Ровеньки.
26 января 2015 года избран председателем Ровеньковского территориального отделения общественного движения «Мир Луганщине».
В декабре 2018 года был снят с должности главы города.

## Семья
Женат на Ларисе Петровне Княжевой, 1962 года рождения, домохозяйка. Старшая дочь — Екатерина Сергеевна Княжева, 1982 года рождения, частный предприниматель. Младшая дочь — Ульяна Сергеевна Шимберко-Княжева, 1986 года рождения, домохозяйка.
Есть внук и внучка от старшей дочери Луговая Лада Яковенко Николай

## Награды
- Знак «Шахтёрская доблесть» – 1, 2 и 3 степеней
- Орден «За заслуги» – 3 степени
- Знак отличия «За развитие региона»[2]